# Melecta chinensis
Melecta chinensis là một loài Hymenoptera trong họ Apidae. Loài này được Cockerell mô tả khoa học năm 1931.